# Thorsø (sø)
 For alternative betydninger, se Thorsø (by).
Thorsø  er en knap 3 kilometer lang  sø beliggende vest for Virklund, cirka 5 kilometer syd for Silkeborg.  Den er 69 ha stor og op til 7,9 meter dyb, og ligger i en øst-vest vendt tunnel- og smeltevandsdal fra istiden. Det meste af vandet kommer fra engområdet Jenskær, hvor en opstemning af bækken danner yderligere en lille sø, men også fra flere kilder  i de stejle dalsider  af  Thorsø Bakker  og Rustrup Skov. Et af hovedtilløbene er bækken i Kjellerup Dal, der kommer oppe fra Gjessø, og som gav vand til driften af det nu nedlagte Gjessø Savværk i sydsiden af Jenskær. Søen har mange bugter og halvøer, og i den brede østlige del er der to øer, Langø og Højø. Den vestlige del af søen er ikke mere end omkring 200 meter bred.
Den  sydlige  og  vestlige del  af søen og  skovområdet indgår i  EU-habitatområdet med  Silkeborgskovene, og er  i dag udlagt  til naturskovområde; dog er den sydvestlige del af Rustrup Skov privat.
I 1940’erne var der i bakkerne ved Duedalbjerg ovenfor den sydøstlige ende af søen flere skianlæg, som dannede rammen om flere konkurrencer. Der var en 200 m lang styrtløbsbane  og  2  skihop. Ved de  jyske mesterskaber  i  1946 var der 4.000 tilskuere  til konkurrencerne på  Duedalsbjerg. Styrtløbet varede cirka 10 sekunder, og de længste hop var på 15-18 
meter.
Der er  i forbindelse med projeket Spor i Landskabet udgivet en vandretursfolder med kort og beskrivelse af flere ture i området.

## Eksterne kilder og henvisninger
- Vandretursfolder (Webside ikke længere tilgængelig)
  - Internetversion (Webside ikke længere tilgængelig) på Spor i Landskabet Arkiveret 30. oktober 2008 hos  Wayback Machine

56°7′37″N 9°32′39″Ø / 56.12694°N 9.54417°Ø